# Liebe, wie die Frau sie wünscht
Liebe, wie die Frau sie wünscht ist ein deutsches Spielfilmmelodram aus dem Jahre 1957 von Wolfgang Becker mit Barbara Rütting, Paul Dahlke und Thomas Reiner in den Hauptrollen. 

## Handlung
Professor Liberius hat sich einen Namen als Sexualforscher gemacht und mit seinen populärwissenschaftlichen Büchern und Schriften so mancher seiner Leserinnen in Sachen Liebesglück auf die Sprünge geholfen. Das Kernproblem im Deutschland des Adenauer-Zeitalters scheint die Entfremdung zwischen den Eheleuten zu sein, wo der Gatte das Geld verdient und die Dame des Hauses daheim sich mit Kindererziehung und Küche zu beschäftigen hat. Liberius scheint eine mathematisch-gleiche Formel entwickelt zu haben, wie man diese unterschiedlichen Pole zusammenbringen und miteinander versöhnen kann. Der ganze Stolz des Vaters ist seine Tochter Renate, die als Chefsekretärin beim Rechtsanwalt arbeitet. Seit sie ihren Mann bei einem Unfall verlor, ist die junge Witwe jedoch unbemannt. Während einer Feier zu Ehren ihres Vaters lernt Renate den Arzt Dr. Neumann kennen, doch der erweist sich nach einer Liebesnacht als Enttäuschung. Diese Erfahrung bringt Renate mit ihrem Vater noch näher zusammen.
Auch Dr. Althoff, Spezialist in Sachen Scheidungsangelegenheiten, ist ein schwieriger Fall. Er hat selbst bereits eine unglückliche Ehe mit anschließender Scheidung hinter sich und fokussiert sich seitdem ganz auf sein berufliches Fortkommen. Deshalb kam es bislang auch nicht zu einer menschlichen Annäherung zwischen ihm und Renate, obwohl sich beide durchaus sympathisch sind. Schließlich aber bricht das Eis, und beide verlieben sich ineinander. Renate und Thomas heiraten … und bald tritt das bereits zuvor erwähnte Problem zutage: Er arbeitet wie verrückt, und sie sieht ihren Gatten kaum noch. Als ein Foto in der Zeitung erscheint, auf dem Thomas an der Seite der bekannten Sängerin Kay Jensen beim Verlassen eines Flugzeugs abgebildet wird, glaubt Renate, dass ihr zweiter Ehemann ihr untreu geworden sein könnte. In ihrer maßlosen Eifersucht plant die nur mutmaßlich betrogene Ehefrau sogar ihre missglückte Kurzzeitbeziehung mit Dr. Neumann zu reaktivieren. Währenddessen nimmt sich Renates professoraler Vater seinen Schwiegersohn zur Brust. Kay Jensen aber sorgt für Aufklärung und erreicht, dass Thomas zu seiner Ehefrau zurückfindet.

## Produktionsnotizen
Liebe, wie die Frau sie wünscht entstand Anfang 1957 und wurde am 4. Juni desselben Jahres uraufgeführt.
Hans Engelmann hatte die Produktionsleitung, Ernst H. Albrecht entwarf die Filmbauten. Otto Reinwald übernahm die Aufnahmeleitung.
Gitta Lind singt den Titel Die Liebe ist ein Kartenspiel.

## Kritiken
Der Spiegel schrieb: “Unter diesem kategorischen und aufmunternden Titel sucht … Wolfgang Hartwig … auf allgemeinverständliche und doch interessante Weise die selbstgestellte Frage zu beantworten, welches die richtige und bekömmliche Art der Geschlechterliebe sei. Während Paul Dahlke als Sexus-Professor an einer Universität volksaufklärerisch schwadroniert, führt Barbara Rütting als seine Tochter an passenden Lehrmodellen und Männern die Liebesklischees zunächst am eigenen Leibe, später aber an eigener Seele vor, ehe sich ein kombiniertes Leib-Seele-Glück anbahnt. Das als "deutscher Kinsey-Film" anrüchig aufgemachte Opus hält sich im Rahmen gewohnter Biederkeit.”
Im Lexikon des Internationalen Films heißt es: „So unerträglich banal wie sein Titel ist das ganze "Problemdrama" um zeitbedingte Frauen- und Eheprobleme, die entstehen, wenn der vielbeschäftigte Mann die enttäuschte Ehefrau vernachlässigt. Der Film langweilt zusätzlich durch seine aufgesetzten pseudowissenschaftlichen Platitüden.“